# Nachodka
Nachodka (ros. Находка) – miasto w azjatyckiej części Rosji, w Kraju Nadmorskim, nad Morzem Japońskim, w pobliżu Władywostoku. W 2020 roku miejscowość liczyła ok. 148 tys. mieszkańców.

## Historia
Najdawniejsze ślady osadnictwa na terytotorium miasta pochodzą z paleolitu i są datowane na 10–40 tys. lat p.n.e. 
Zalew odkryła rosyjska korweta „Ameryka” 18 czerwca 1859 roku. Nazwano go na cześć okrętu Ameryką, a zatokę osłoniętą od wiatrów – Nachodką. W 1864 roku w zatoce powstał wojskowy posterunek hydrograficzny. Pierwszą stałą miejscowością nad brzegami zatoki i rzeką Kamienką była założona w 1907 roku wieś Ameryka.

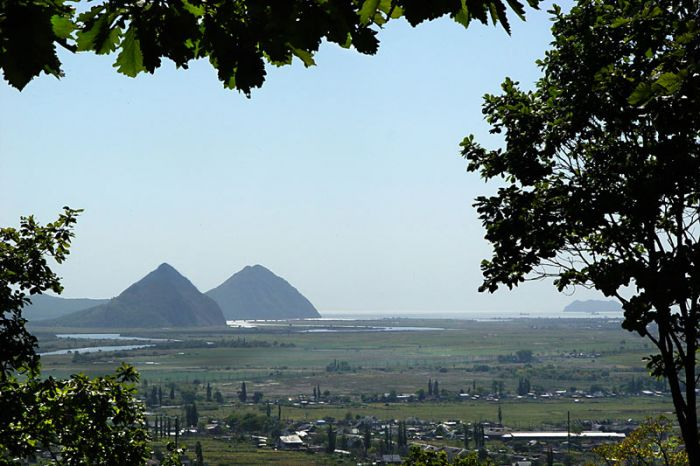
Góry Brat i Siostra (Nachodka)

Właśnie od niej rozpoczyna się historia miasta. W ciągu następnego dziesięciolecia na terytorium współczesnej Nachodki pojawia się rybacka osada Nachodka, wieś Łagonieszty, kilka niewielkich chutorów. Masowa budowa urządzeń portowych nastąpiła w latach 1920–1940. W tym samym czasie pojawiły się w okolicy nowe osady: Rybak, Siewiernyj, Pad’, Obodnaja, Ugolnaja baza. Wszystkie one zostały włączone w skład nowo powstałego osiedla robotniczego Nachodka. 18 maja 1950 roku 28-tysięczne osiedle uzyskało prawa miejskie, jednak dopiero w 1960 roku całe terytorium zatoki i zachodni brzeg zalewu połączyły się w jednolity organizm miejski.

## Gospodarka
W mieście rozwinął się przemysł rybny, stoczniowy oraz materiałów budowlanych.

## Sport
- Okiean Nachodka – klub piłkarski

## Miasta partnerskie
- Maizuru
- Otaru
- Tsuruga
- Bellingham
- Oakland
- Jilin
- Donghae
- Phuket